# ایرینا خودوروشکینا
ایرینا خودوروشکینا (روسی: Ирина Александровна Худорошҝина؛ زادهٔ ۱۳ اکتبر ۱۹۶۸) ورزشکار دو و میدانی اهل روسیه است.